# International Numismatic Council
L'International Numismatic Council (INC) è una organizzazione internazionale creata per aiutare la cooperazione tra studiosi e istituzioni che operano nel settore della numismatica, o in temi ad essa legati.
Fu fondata nel come International Numismatic Commission, ed è diventata International Numismatic Council nel 2009. Ha circa 160 memberi da 38 paesi. Le attività del Council, che includono l'assegnazione di premi, il sostegno di progetti di ricerca e l'organizzazione dell'International Numismatic Congress, sono coordinate da un comitato di nove persone, elette dai rappresentanti delle istituzioni che fanno parte dell'International Numismatic Congress (INC).
Gli attuali componenti del comitato sono: 
- Carmen Arnold-Biucchi (presidente)
- Donal Bateson (vicepresidente)
- Benedikt Zäch (vicepresidente)
- Michael Alram (segretario)
- Tuukka Talvio (tesoriere)
- Maria Caccamo Caltabiano
- Sylviane Estiot
- Pere Pau Ripollès
- Bernward Ziegaus

Il 15º International Congress ha avuto luogo a Messina nel periodo 21–25 settembre 2015.